# Гибридная лазерная сварка

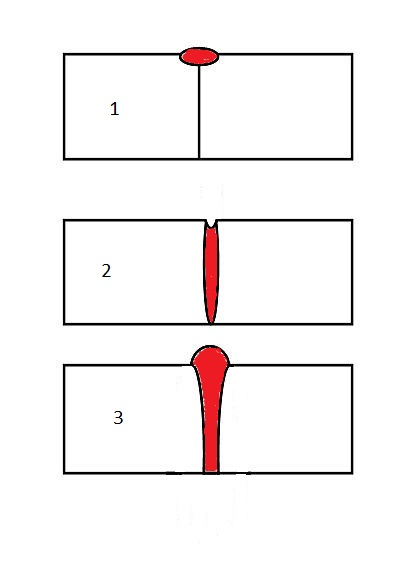
Сравнение дуговой, лазерной и гибридной сварок. Поперечное сечение швов, выполненных разными методами. 1-дуговая сварка; 2-лазерная сварка; 3- гибридная лазерная сварка

Гибридная лазерная сварка — вид сварки, который совмещает принципы лазерной и дуговой сварки.
Использование лазерного луча и электрической дуги в одном сварочном процессе было известно с 1970-х годов. Но только недавно[когда?] этот метод был применён в промышленных целях. В зависимости от типа дуги существует три основных типа гибридного процесса сварки: Сварка неплавящимся электродом (TIG), плазменная сварка и дуговая сварка в защитных газах (MIG) дополненная лазерной сваркой. Для сварки используется пучок импульсного лазера диаметром от 0,5 до 2 мм. с мощностью до 2 кВт.
Сочетание лазерной сварки с дуговой сваркой называется «гибридной сваркой». Это означает, что лазерный луч и электрическая дуга действуют одновременно в одной сварочной зоне, влияя и поддерживая друг друга. Гибридная лазерная сварка применяется при необходимости сваривать листы большой толщины с высокой скоростью, при низком подводе тепла и в автоматическом режиме. При этом должно быть высокое качество сварных швов.
Гибридная лазерная сварка подходит и для сварки тонких листов. При этом обеспечивается высокая скорость сварки. Сварка может проходить в автоматическом режиме, что приводит к большой производительности процесса.
Разработкой технологии гибридной сварки занимаются в Институте Фраунгофера (Кемниц, Германия[уточнить].

## Технология сварки
При сварке плавящимся электродом в защитном газе (MSG) заполнение зазоров обеспечивается расплавом металла, в шов вводится присадочный материал. При этом достигается малая глубина сварки, так как дуга действует только на поверхность металла. При большой толщине металла надо готовить швы, формируя V-образную фаску, заполнять её слоями присадочного материала и проплавлять каждый слой. При этом в ходе сварки к заготовке подводится много тепла. При остывании швов наплавленный материал сжимается, то приводит к трещинам и остаточным напряжениям. Эта технология требует много дополнительных материалов.
При объединении лазерной сварки с электрической дугой, дуга улучшает качество заполнения шва металлом, увеличивается глубина и скорость сварки. Все это приводит к снижению подводимого тепла, становится возможным выполнить провар в один проход и при неточном позиционировании заготовок.
Для получения желаемой «глубокой сварки» лазерная сварка требует не только высокой мощности лазера, но и высокого качества луча. Луч может быть выбран или с меньшим диаметром или большим фокусным расстоянием. В настоящее время для сварки используется твердотельный Nd:YAG-лазер, где лазерный луч может передаваться через водоохлаждаемое стекловолокно. Луч проецируется на заготовку с помощью коллимирующей и фокусирующей оптики. Углекислый газ лазер может использоваться там, где луч может передается через линзы или зеркала.
Преимуществом твердотельного лазера заключается в том, что он слабо или вообще не ионизирует облако паров металла при сварке. Облако не поглощается плазмой дуги и не влияет на её свойства. Влияние на плазму дуги газов от лазера было проблемой при использовании CO2-лазеров.
Для сварки металлических предметов необходим лазерный луч с интенсивностью более 1 МВт/см2. При попадании лазерного луча на поверхность материала, она нагревается до температуры испарения, а пар образует полость в металле шва из-за процесса выхода паров металла. В гибридной сварке сочетаются два процесса сварки, действующих одновременно в одной зоне.
В гибридном процессе дуга нагревает металл, помогая испарить его лазером. Для сварки также используется присадочный материал.